# Slopovyj
Slopovyj, ukrajinsky Слоповий, maďarsky Szlopony, je vesnice zastoupená v Lypeckopoljanské vesnické radě, v jednotném územním společenství Dovžanská vesnická komunita, v okrese Chust, v Zakarpatské oblasti Ukrajiny. V roce 2025 zde žilo 94 obyvatel.
První písemná zmínka o této vsi pochází z roku 1653.